# Dunszt István
Dunszt István (Pacsa, 1945. január 18.) magyar festőművész, grafikus, röplabdaedző és pedagógus.

## Élete
Dunszt István 1945. január 18-án született Pacsán. Általános iskolai tanulmányait Kecskeméten végezte, kezdetben a Kodály Iskolában, majd az Országos Nevelőintézetben folytatta. Középiskolai tanulmányait a Kecskeméti Katona József Gimnázium ének-zenei tagozatán végezte. Érettségi után sikertelenül felvételizett a Képzőművészeti Főiskolára, így két évig londinerként dolgozott az Aranyhomok Szállodában. 1965-ben a Magyar Testnevelési Főiskolán folytatta tanulmányait, ahol tanári és úszóedzői diplomát szerzett 1969-ben.
Tanári pályafutását a Kodály Iskolában kezdte, majd a Közgazdasági Szakközépiskolában és a Kecskeméti Református Gimnáziumban is tanított. 2011-ben vonult nyugdíjba, de még mindig edzéseket tart a református iskolában. Neve összefonódik a kecskeméti női röplabda csapat létrehozásával, melyet sikeresen vezetett az NB I-be. Emellett utánpótlás csapataival számos bajnoki címet szerzett.

## Munkássága, elismerések
Munkásságát több díjjal ismerték el, 2003-ban Kecskemét Város Sportjáért Díjat, 2011-ben pedig Pedagógus Szolgálati Emlékérmet kapott.